# Seehof (Mecklenburg)
Seehof ist eine Gemeinde im Süden des Landkreises Nordwestmecklenburg in Mecklenburg-Vorpommern (Deutschland). Die Gemeinde wird vom Amt Lützow-Lübstorf mit Sitz in der Gemeinde Lützow verwaltet.

## Geografie
Die Gemeinde Seehof am Westufer des Schweriner Sees (Nordteil, Außensee) grenzt direkt an den Norden der Landeshauptstadt Schwerin. Das Gelände steigt hier bis zu 27 m über den Spiegel des Sees, der bei 38 m ü. NN liegt. Der Paulsdamm südöstlich von Seehof teilt den Schweriner See in den Außen- und Innensee.
Umgeben wird Seehof von den Nachbargemeinden Lübstorf im Norden und Osten (teilweise Seegrenze), Schwerin im Süden sowie Klein Trebbow im Westen.
Zu Seehof gehört der Ortsteil Hundorf.

## Geschichte
Der Name Seehof wurde 1838 von Großherzog Paul Friedrich von Mecklenburg für die Gemarkungen Wickendorf (heute Ortsteil von Schwerin) und Hundorf verliehen. Hundorf wurde bereits 1171 erstmals in einer Urkunde erwähnt.
Der Tourismus spielt inzwischen die Hauptrolle in der Gemeinde, die einen Ferienpark mit Segel- und Tauchschule, einen Campingplatz, Hotels und Pensionen aufweisen kann.

## Politik

### Wappen, Flagge, Dienstsiegel
Die Gemeinde verfügt über kein amtlich genehmigtes Hoheitszeichen, weder Wappen noch Flagge. Als Dienstsiegel wird das kleine Landessiegel mit dem Wappenbild des Landesteils Mecklenburg geführt. Es zeigt einen hersehenden Stierkopf mit abgerissenem Halsfell und Krone und der Umschrift „• GEMEINDE SEEHOF • LANDKREIS NORDWESTMECKLENBURG“.

## Verkehrsanbindung
Durch eine Stadtbus-Verbindung (Linie 8, Nahverkehr Schwerin) ist Seehof direkt mit Schwerin verbunden. Die Lage Seehofs zwischen den Bundesstraßen 104 und 106 ermöglicht schnelle Verbindungen nach Wismar und zur Ostsee sowie über die A 14 in Richtung Berlin und Hamburg. In der Nachbargemeinde Lübstorf befindet sich der nächste Bahnhof (Strecke von Wismar nach Schwerin).